# Plumbopaladinita
La plumbopaladinita es un mineral de la clase de los minerales elementos. Fue descubierta en 1970 en una mina del yacimiento de cobre y níquel de Norilsk, en el siberiano krai de Krasnoyarsk (Rusia), siendo nombrada así por su composición química. Un sinónimo es su clave:IMA1970-020.

## Características químicas
Es una aleación de dos elementos nativos metálicos: el plomo y el paladio.
Además de los elementos de su fórmula, suele llevar como impurezas: plata, cobre, estaño, bismuto y antimonio.

## Formación y yacimientos
Por el lugar donde se encontró por primera vez se sabe que se forma en yacimientos del minerales del cobre y níquel.
Suele encontrarse asociado a otros minerales como: cubanita, talnakhita, polarita, estannopaladinita, plata nativa, esfalerita o galena.